# Xanthocalanus mixtus
Xanthocalanus mixtus is een eenoogkreeftjessoort uit de familie van de Phaennidae. De wetenschappelijke naam van de soort werd in 1920 voor het eerst geldig gepubliceerd door Georg Ossian Sars.